# Dažnica
Dažnica (cyr. Дажница) – wieś w Bośni i Hercegowinie, w Republice Serbskiej, w gminie Derventa. W 2013 roku liczyła 64 mieszkańców.